# Fontaine Saint-Armel
La fontaine Saint-Armel est situé route de Bresleau à Ploërmel dans le Morbihan. En direction de Vannes par la route nationale 166, aussitôt après la voie express, à gauche en direction de Brelau. À 150 m, dans un virage, elle surplombe la route.

## Historique
La fontaine Saint-Armel fait l’objet d’une inscription au titre des monuments historiques depuis le 10 février 1948.

## Architecture
La fontaine est construite en granit. 
Elle est formée d'une large voûte en plein cintre qui repose sur deux pilastres. 
Au-dessus de la voûte un petit fronton est posé. 
Sur le fronton, un chevalier tenant un écu est sculpté en bas-relief.